# 일류신 Il-86
일류신 Il-86은 러시아의 항공 설계국인 일류신이 개발한 광폭동체 항공기이며, 주로 단거리 또는 중거리 위주로 운항을 하는 항공기이다.
과거 소유 항공사로는 아에로플로트, 시베리아 항공, 풀코보 항공 등에서도 많이 사용한 항공기이기도 하며, 1980년 첫 번째로 도입을 한 이래 10여년간 유지되어 오다가 1994년을 끝으로 제작이 종료되었다. 그러다가 상업 비행은 2011년을 끝으로 운항을 완전히 종료되었다. 성공하지 못한 이유를 보면, 일류신 il-86의 동체는 타원형으로 제작되었으나, 중간 좌석에는 머리위 수납 공간이 없고, 사발기 이기도 하지만 저 바이패스 비의 터보팬 엔진을 사용한 탓에 항속거리와 연비가 매우 나쁘고 소음 또한 매우 컸다. 따라서 서유럽 국가의 취항이 금지되기도 하였다.

## 같이 보기

### 후계 기종
- 일류신 Il-96
- 일류신 Il-80

### 유사 기종
- 에어버스 A300
- 맥도넬더글러스 DC-10
- 록히드 L-1011 트라이스타